# بوريس باهور
بوريس باهور هو كاتب وشاعر وسياسي إيطالي، (ولد في ترييستي في إيطاليا 1913 – 2022 م).

## وصلات خارجية
- بوريس باهور على موقع مونزينجر (الألمانية)